# Riku Hirosue
Riku Hirosue (廣末 陸 Hirosue Riku?), född 6 juli 1998 i Tokyo prefektur, är en japansk fotbollsspelare.
Hirosue började sin karriär 2017 i FC Tokyo. 2019 flyttade han till Renofa Yamaguchi FC. 2020 flyttade han till FC Machida Zelvia.